# Batalion KOP „Czortków”

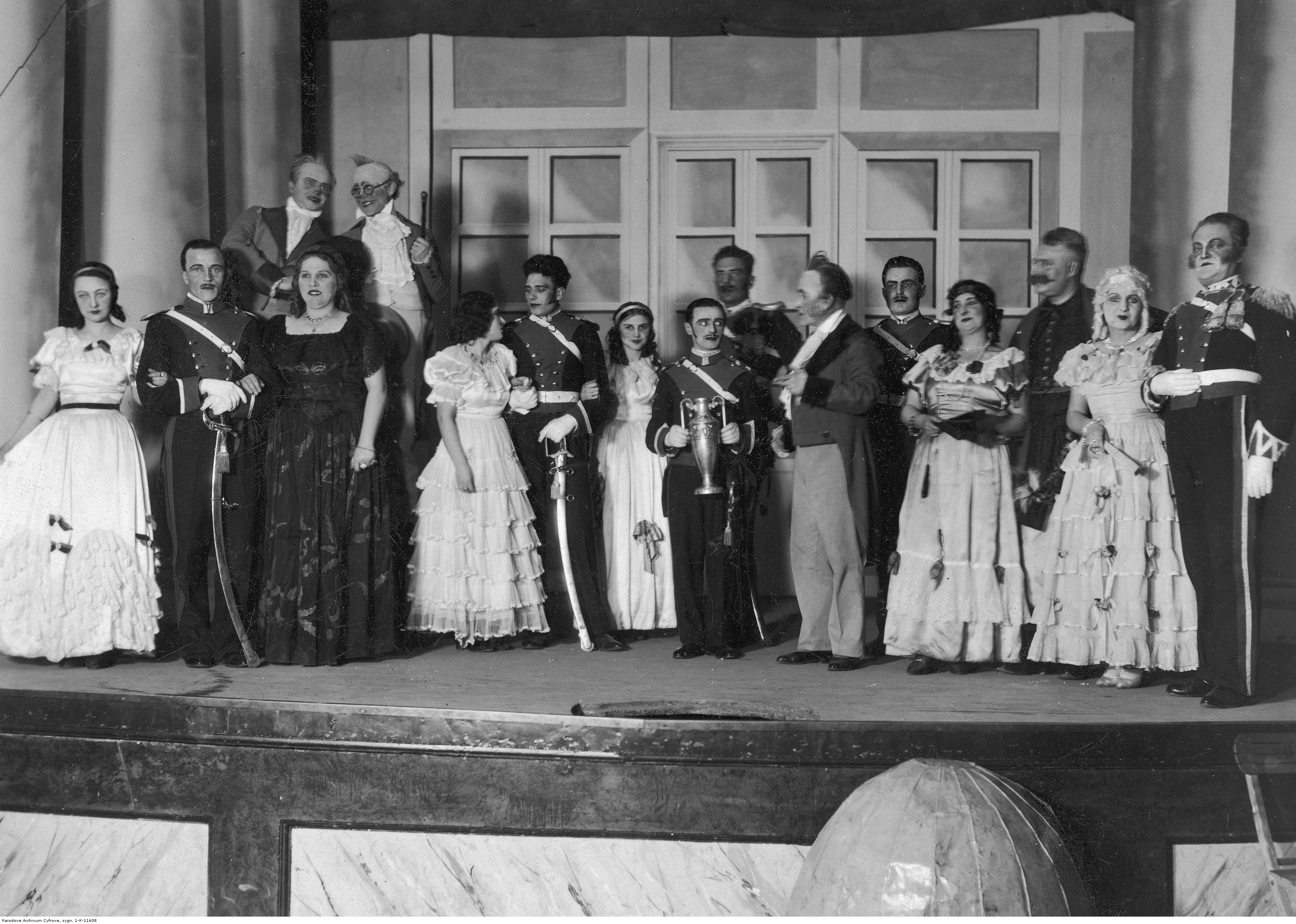
Teatr żołnierski KOP w Czortkowie

Batalion KOP „Czortków” – odwodowy oddział piechoty Korpusu Ochrony Pogranicza.

## Formowanie i zmiany organizacyjne
Na posiedzeniu Politycznego Komitetu Rady Ministrów, w dniach 21–22 sierpnia 1924, zapadła decyzja powołania Korpusu Wojskowej Straży Granicznej. 12 września 1924 Ministerstwo Spraw Wojskowych wydało rozkaz wykonawczy w sprawie utworzenia Korpusu Ochrony Pogranicza, a 17 września instrukcję określającą jego strukturę. Jesienią 1927, w ramach czwartego etapu organizacji KOP, został sformowany 25 batalion odwodowy. Jednostką formującą był 26 pułk piechoty . Batalion składał się z trzech kompanii piechoty, plutonu łączności i plutonu ckm. Etatowo liczył 22 oficerów. 164 podoficerów i 501 szeregowców. Jednostka została podporządkowana dowódcy 4 Brygady Ochrony Pogranicza. Dowództwo batalionu stacjonowało początkowo w Mostach Wielkich a później w Czortkowie.
Długość ochranianego przez batalion odcinka granicy wynosiła 83 kilometry, przeciętna długość pododcinka kompanijnego to 83 kilometry, a strażnicy 9 kilometrów. Odległość dowództwa batalionu od dowództwa brygady wynosiła 12 kilometrów.
Aby zapewnić odpowiednią liczbę żołnierzy o specjalności saperskiej, z dniem 1 kwietnia 1928, przy 25 batalionie w Mostach Wielkich utworzono brygadowy ośrodek wyszkolenia pionierów.
W 1929 jednostka została włączona w skład pułku KOP „Czortków” i przemianowana na 25 batalion odwodowy „Czortków”. W tym czasie batalion na uzbrojeniu posiadał 817 karabinów Berthier wz.1916, 44 lekkich karabinów maszynowych Bergmann wz. 1915 i 8 ciężkich karabinów maszynowych Hotchkiss wz.1914. Dwa lata później pododdział został przemianowany na batalion KOP „Czortków”.
Po przeprowadzonej reorganizacji „R.2” w 1932, batalion składał się z dowództwa batalionu, plutonu łączności, kompanii karabinów maszynowych, kompanii szkolnej i trzech kompanii strzeleckich.
1 sierpnia 1934 oficerowie i podoficerowie batalionu zebrali z dobrowolnych składek kwotę 3215,30 zł, a strzelcy batalionu i oddziałów przynależnych gospodarczo kwotę 649,41 zł. Zebrane pieniądze przeznaczono na pomoc ofiarom powodzi. Ponadto dowódca batalionu major Władysław Ciepielowski przekazał na ręce starosty nowosądeckiego jeden dwudziestotonowy wagon koniczyny.
W listopadzie 1936 batalion etatowo liczył 23 oficerów, 72 podoficerów, 17 nadterminowych i 730 żołnierzy służby zasadniczej.
Rozkazem dowódcy KOP z 23 lutego 1937 została zapoczątkowana pierwsza faza reorganizacji Korpusu Ochrony Pogranicza „R.3”. Batalion otrzymał nowy etat. Był jednostką administracyjną dla dowództwa Brygady KOP „Podole”, szwadronu kawalerii KOP „Czortków”, kompanii saperów KOP „Czortków”, lekarza weterynarii rejonu południowego KOP, IV rejonu Intendentury KOP, placówki wywiadowczej KOP nr 9, posterunku żandarmerii przy Brygadzie KOP „Podole”, komendy rejonu pw KOP „Podole”, komendy powiatu pw KOP „Czortków”, komendy powiatu pw KOP „Buczacz”, stacji gołębi pocztowych KOP „Buczacz” i 3 drużyny plutonu radiotelegraficznego KOP. Po rozformowaniu pułku KOP „Czortków”, batalion został bezpośrednio podporządkowany dowódcy Brygady KOP „Podole”. W wyniku realizacji drugiej fazy reorganizacji KOP, latem 1937 została zlikwidowana 4 kompania strzelecka i utworzona 2 kompania ckm.
Zarządzeniem dowódcy KOP gen. bryg. Jana Kruszewskiego w sprawie zmian w kwatermistrzostwie KOP, dniem 1 kwietnia 1939 utworzono w batalionie etat oficera ewidencyjno-personalnego w stopniu kapitana. Oficer ten był faktycznie oficerem mobilizacyjnym baonu.
Z dniem 15 maja 1939 batalion stał się oddziałem gospodarczym. Stanowisko kwatermistrza batalionu przemianowane zostało na stanowisko zastępcy dowódcy batalionu do spraw gospodarczych, płatnika na stanowisko oficera gospodarczego, zastępcy oficera materiałowego dla spraw uzbrojenia na zbrojmistrza, zastępcy oficera materiałowego dla spraw żywnościowych na oficera żywnościowego.
Batalion w wyniku mobilizacji został rozwinięty do stanu dwóch batalionów i włączony w struktury rezerwowej 36 Dywizji Piechoty jako I i II batalion 163 pułku piechoty, dzieląc losy innych jednostek odwodowej armii Prusy.
Po odejściu batalionów przeznaczonych dla 36 Dywizji Piechoty, garnizon i kadra jednostki w Czortkowie nie odtworzyła batalionu i skoncentrowała się na wsparciu organizacyjnym dla odtwarzanych batalionów „Borszczów” i „Kopyczyńce”.

## Struktura organizacyjna
Struktura organizacyjna batalionu odwodowego w 1937:

Dowództwo batalionu
- 1 kompania szkolna strzelecka
  - drużyna gospodarcza
  - trzy szkolne plutony strzeleckie
- 2 kompania szkolna strzelecka
  - drużyna gospodarcza
  - dwa szkolne plutony strzeleckie po trzy drużyny
  - pluton szkolny sanitarny
- kompania szkolna ckm
  - drużyna gospodarcza
  - dwa szkolne plutony ckm po trzy drużyny
  - 3 szkolny pluton broni towarzyszących
- 1 kompania strzelecka
  - drużyna gospodarcza
  - trzy plutony strzeleckie po trzy drużyny
- pluton łączności

Stan osobowy
- oficerów – 26
- podoficerów zawodowych – 78
- podoficerów nadterminowych – 21
- podoficerów i szeregowców służby zasadniczej – 758

Razem – 883 żołnierzy

## Żołnierze batalionu
Dowódcy batalionu
- mjr piech. Marian Czajkowski (26 IX 1927 – 31 III 1930[22] → asystent w Doświadczalnym Centrum Wyszkolenia)
- mjr piech. Józef Kalandyk (31 III 1932 – ?[22])
- mjr Władysław Ciepielowski (I 1934 – 10 VIII 1936[22])
- mjr Tadeusz Żarek (10 VIII 1936 – 6 XII 1937)
- mjr piech. Zygmunt Warchał (6 XII 1937[22] – †3 III 1938)
- mjr piech. Jerzy Stanisław Dembowski (5 V 1938 – 13 I 1939[22] → dowódca baonu KOP „Skole”)
- mjr piech. Stanisław Ruśkiewicz (27 I[22][23] – VIII 1939 → dowódca I/163 pp)

Obsada personalna w czerwcu 1939:
- dowódca batalionu – mjr Stanisław Ruśkiewicz[c]
- adiutant – kpt. Antoni Wacikiewicz[d]
- komendant powiatowego PW „Czortków” – kpt. Wacław Wyziński[e]
- komendant powiatowego PW „Buczacz” – kpt. Franciszek Romuald Kulkowski[f]
- dowódca 1 kompanii szkolnej – kpt. Artur Bronisław Dubeński
- dowódca 2 kompanii szkolnej – kpt. Stanisław Wośko[g]
- dowódca 3 kompanii szkolnej – kpt. Stefan Józef Domaradzki[h]
- dowódca 1 kompanii ckm – kpt. Tadeusz Franciszek Semik
- dowódca 2 kompanii ckm – kpt. Kazimierz Pisański[i]
- dowódca plutonu łączności – kpt. Wiktor Stanisław Masłowski[j]

### Żołnierze batalionu – ofiary zbrodni katyńskiej
Biogramy zamordowanych znajdują się na stronie internetowej Muzeum Katyńskiego
| Nazwisko i imię       | stopień              | zawód             | miejsce pracy przed mobilizacją | zamordowany |
| --------------------- | -------------------- | ----------------- | ------------------------------- | ----------- |
| Kulikowski Franciszek | kapitan              | żołnierz zawodowy |                                 | Charków     |
| Kuzdrowski Kazimierz  | podporucznik rezerwy | prawnik           |                                 | Charków     |
| Pisański Kazimierz    | kapitan              | żołnierz zawodowy |                                 | ULK         |